# Campagne-sur-Arize
Campagne-sur-Arize è un comune francese di 271 abitanti situato nel dipartimento dell'Ariège nella regione dell'Occitania.

## Società

### Evoluzione demografica
Abitanti censiti